# Zbigniew Zychowicz
Zbigniew Stanisław Zychowicz (ur. 29 kwietnia 1953 w Miastku, zm. 6 stycznia 2016 w Szczecinie) – polski polityk i samorządowiec, w latach 1999–2000 marszałek województwa zachodniopomorskiego, senator IV i V kadencji Senatu w latach 2000–2005.

## Życiorys
W 1978 ukończył studia w zakresie ekonomiki rolnictwa na Akademii Rolniczej w Szczecinie. Ukończył także studia podyplomowe z socjologii wsi i rolnictwa w Szkole Głównej Gospodarstwa Wiejskiego, odbył staże w Heidelbergu i na Uniwersytecie Warszawskim. Po studiach podjął pracę na Akademii Rolniczej w Szczecinie. W 1982 obronił na Uniwersytecie Śląskim doktorat, po czym został adiunktem w Zakładzie Nauk Politycznych szczecińskiej AR. Kierował Zakładem Socjologii Wsi i Rolnictwa, był także adiunktem w Katedrze Polityki Gospodarczej i Rynku. Autor około 100 publikacji naukowych (w tym kilku w języku niemieckim i angielskim).
W latach 1994–1998 pełnił funkcję przewodniczącego sejmiku samorządowego województwa szczecińskiego, a także radnego rady miejskiej w Szczecinie, następnie od 6 listopada 1998 do 26 stycznia 2000 był marszałkiem województwa zachodniopomorskiego i radnym sejmiku. Kierował także władzami Euroregionu Pomerania. W 1997 został prezesem zarządu Instytutu Rozwoju Regionalnego w Szczecinie. Od lipca do grudnia 1999 przewodniczył Konwentowi Marszałków Województw RP. Był także redaktorem naczelnym periodyku „Przegląd Samorządowy”. W marcu 2000 został doradcą prezydenta RP ds. samorządowych.
Był członkiem Polskiej Zjednoczonej Partii Robotniczej, następnie Socjaldemokracji RP i Sojuszu Lewicy Demokratycznej.
25 czerwca 2000 został po raz pierwszy senatorem, objął mandat po wyborach uzupełniających, rozpisanych po wygaśnięciu mandatu Mariana Jurczyka. W 2001 po raz drugi został wybrany z ramienia SLD w okręgu szczecińskim. Pełnił funkcję wiceprzewodniczącego Komisji Samorządu Terytorialnego i Administracji Państwowej. W 2004 przeszedł do Socjaldemokracji Polskiej, rok później wystąpił z klubu senackiego SdPl i bez powodzenia ubiegał się o reelekcję.
Syn Zygmunta i Janiny. Żonaty z Marzeną, miał czworo dzieci (Piotra, Monikę oraz bliźniaki Pawła i Marię). Odznaczony Odznaką Honorową za Zasługi dla Samorządu Terytorialnego (2015). Został pochowany 12 stycznia 2016 na cmentarzu Centralnym w Szczecinie.

## Odznaczenia
- Odznaka Honorowa za Zasługi dla Samorządu Terytorialnego (2015)[6]
- Złota Odznaka Honorowa Gryfa Zachodniopomorskiego (2003)[9]